# 包厘街储蓄银行

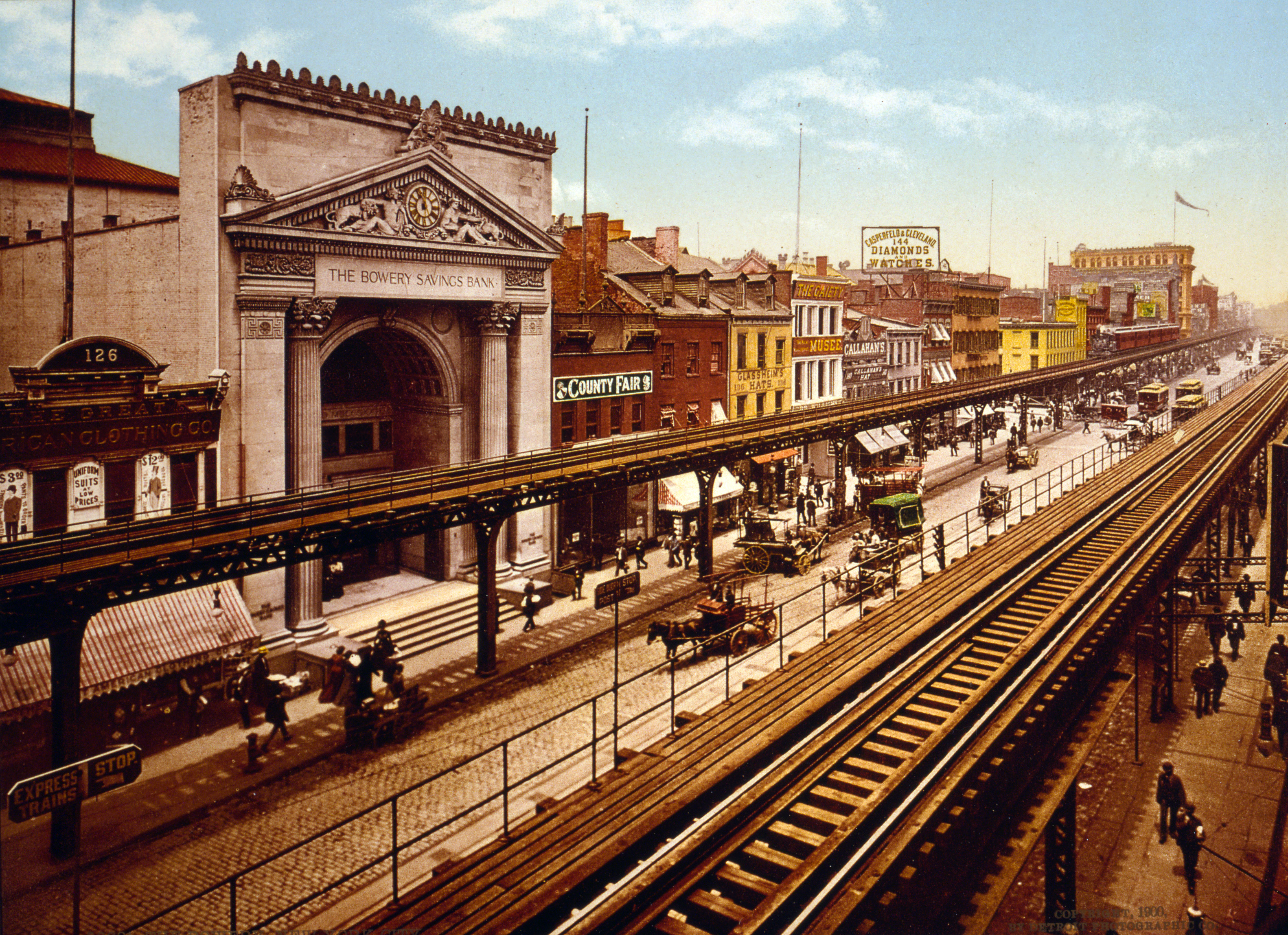
包厘街储蓄银行, 拍攝於1900.

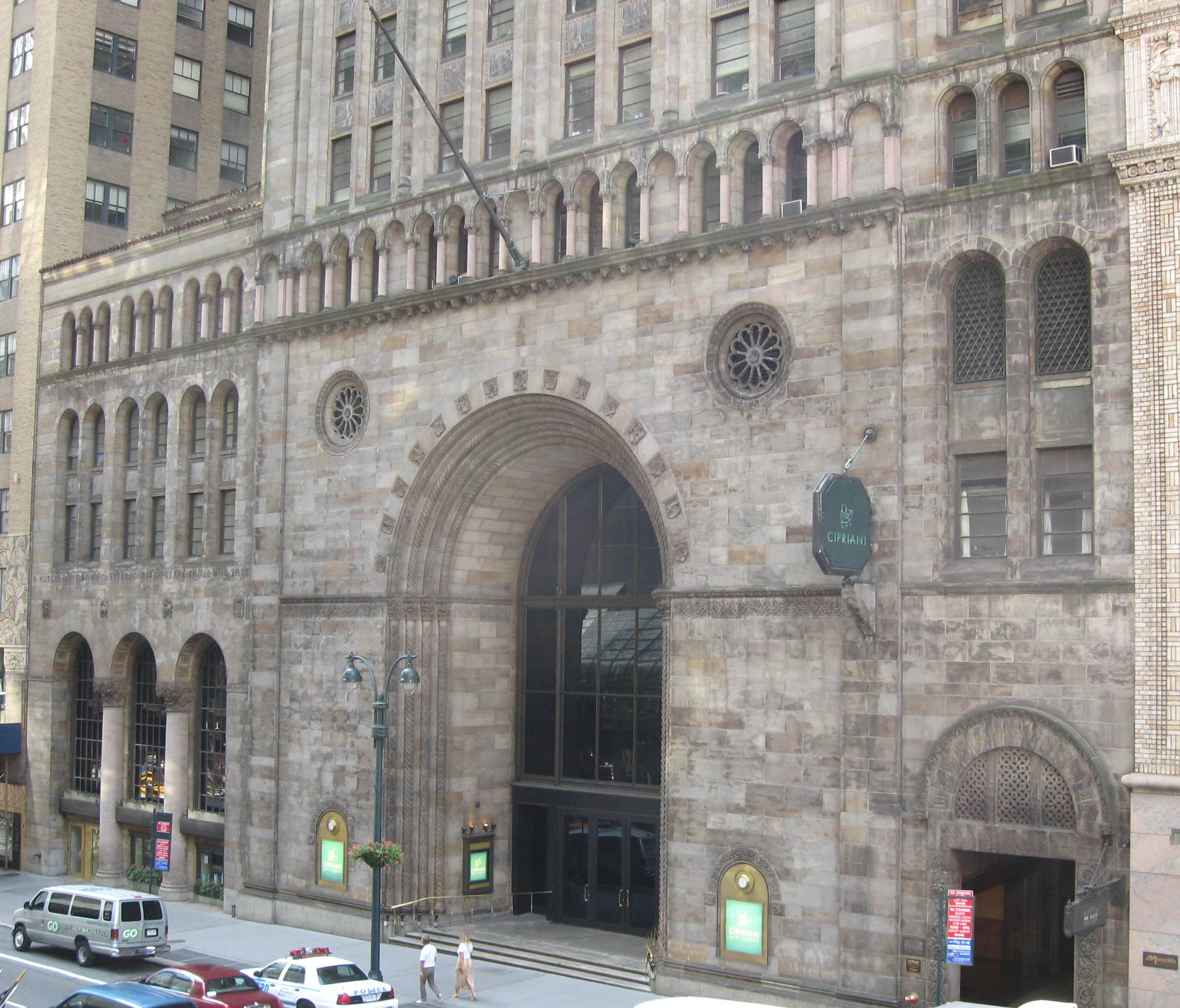
前总部在110东邊42街，现在為一间餐厅和活动空间

包厘街储蓄银行（Bowery Savings Bank）設立於1834年5月的纽约市的，現在是目前第一资本銀行的一部分。

## 歷史
包厘街储蓄银行于1834年开幕在曼哈顿包厘街。到1980年，它在曼哈顿、布鲁克林和皇后区的行政区、长岛纳苏郡和萨福克郡已經拥有超过了35家銀行分行。